# Résolution 315 du Conseil de sécurité des Nations unies
Membres permanents
- Chine
- États-Unis
- France
- Royaume-Uni
- URSS

Membres non permanents
- Argentine
- Belgique
- Guinée
- Inde
- Italie
- Japon
- Panama
- Somalie
- Soudan
- Yougoslavie

Résolution no 314 Résolution no 316
La résolution 315 du Conseil de sécurité des Nations unies fut adoptée par les Nations unies lors de la 1 646e séance du Conseil de sécurité des Nations unies le 15 juin 1972. Après avoir réaffirmé les résolutions antérieures sur le sujet et pris note des récents développements encourageants, le Conseil a prolongé le stationnement à Chypre de la Force des Nations unies chargée du maintien de la paix à Chypre pour une nouvelle période prenant fin le 15 décembre 1972. Le Conseil a également appelé les parties directement concernées à continuer d'agir avec la plus grande retenue et à coopérer pleinement avec la force de maintien de la paix.
La résolution a été approuvée par 14 voix pour ; la république populaire de Chine s'est abstenue.

### Texte
- Résolution 315 sur fr.wikisource.org
- Résolution 315 sur en.wikisource.org